# Koninkrijk Dardanië
Het Koninkrijk Dardanië (4e eeuw v.Chr. - 28 v.Chr.) was een staat op de Balkan gedurende de klassieke oudheid geregeerd door de Dardani, een gemengd Illyrisch-Thracische stam die in de regio Dardanië leefden. Het koninkrijk kwam geografisch overeen met het huidige Kosovo en grote delen van Albanië, Servië, Montenegro en Noord-Macedonië. Na de Romeinse bezetting werd het een provincie binnen het Romeinse Rijk.

## Geschiedenis
De Dardaniërs, een Illyrische stam, waren de inheemse bevolking van het huidige Kosovo. Zij vermengde zich later met de Thraciërs, die oostelijk, waaronder naar Dardanië, uitbreidde. De heerser van de regio Dardanië was sinds de oudheid de Illyrische koning. Nadat er op de Balkan verschillende rijken werden gesticht door Illyrische dynastieën ontstond het koninkrijk Dardanië met als eerste erkende koning Longarus, die in conflict raakte met Macedonië. Opvolger, zoon Bato, vocht eveneens oorlogen tegen Macedonië, gesteund door het Illyrische rijk. De Illyriërs werden echter verslagen door Macedonië, waardoor hun gebied verdeeld werd tussen Macedonië en het Romeinse Rijk. De laatste koning van Dardanië was Monunius II.

## Kaarten

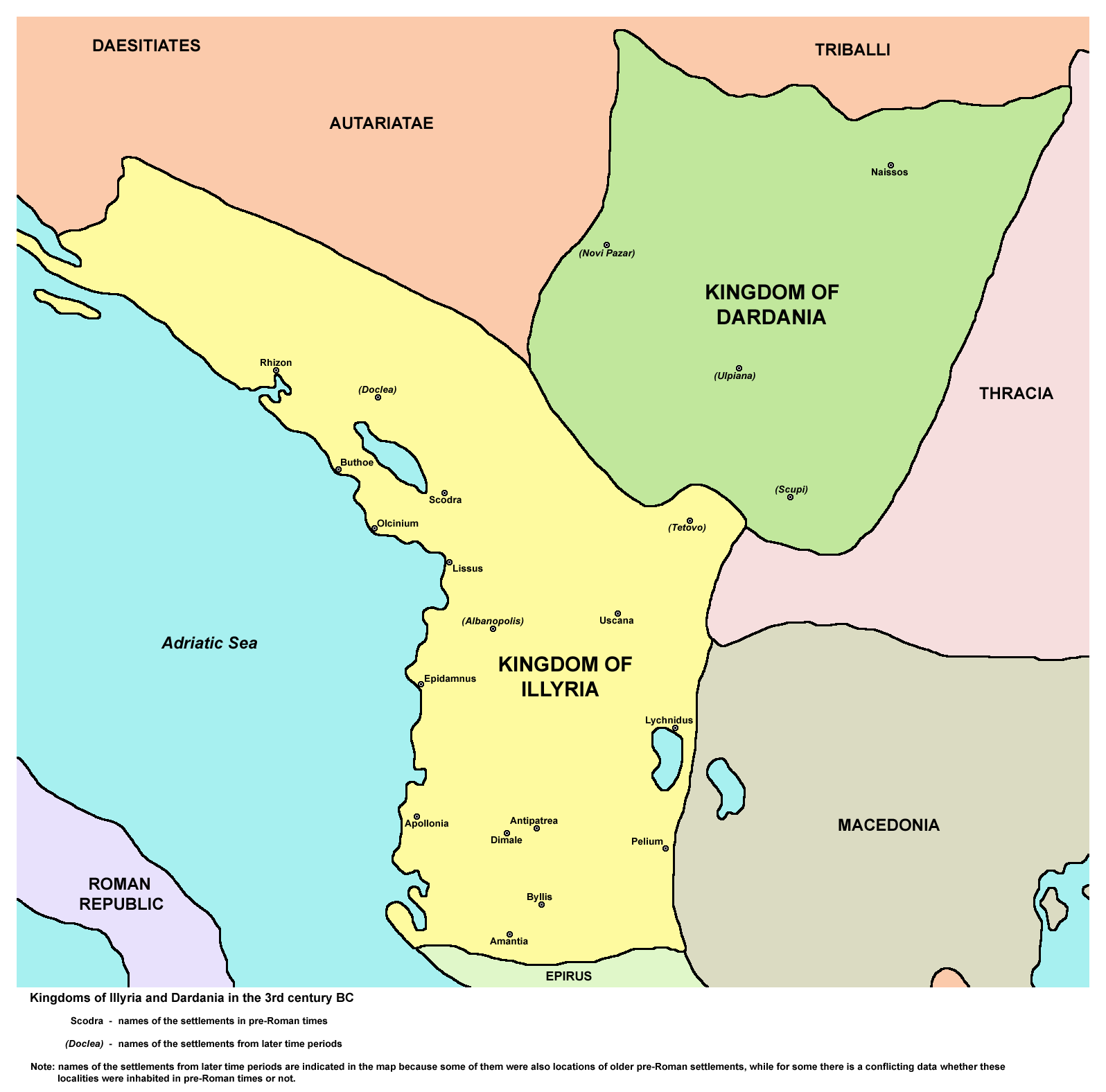
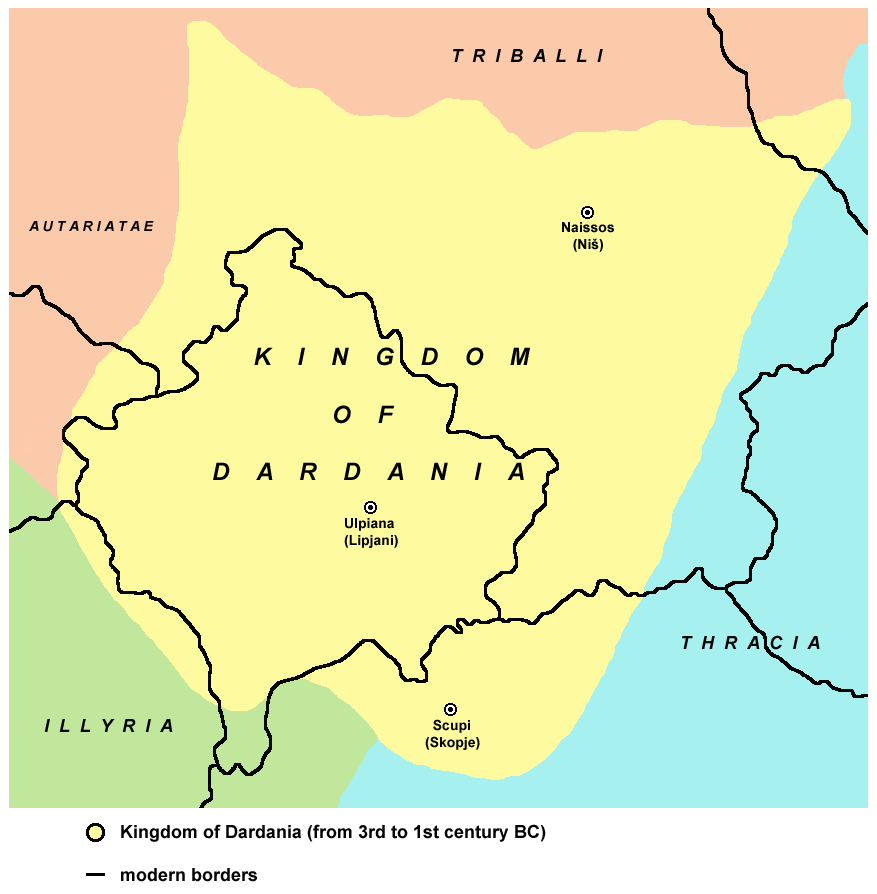
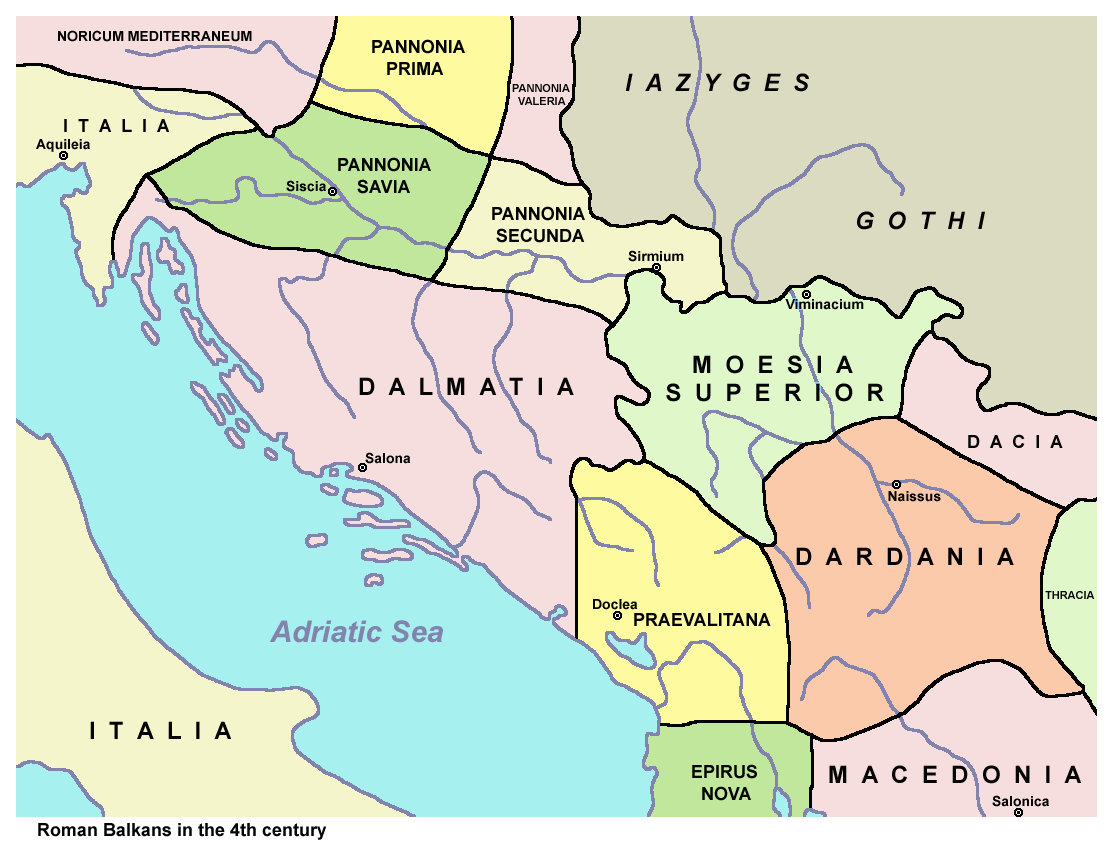
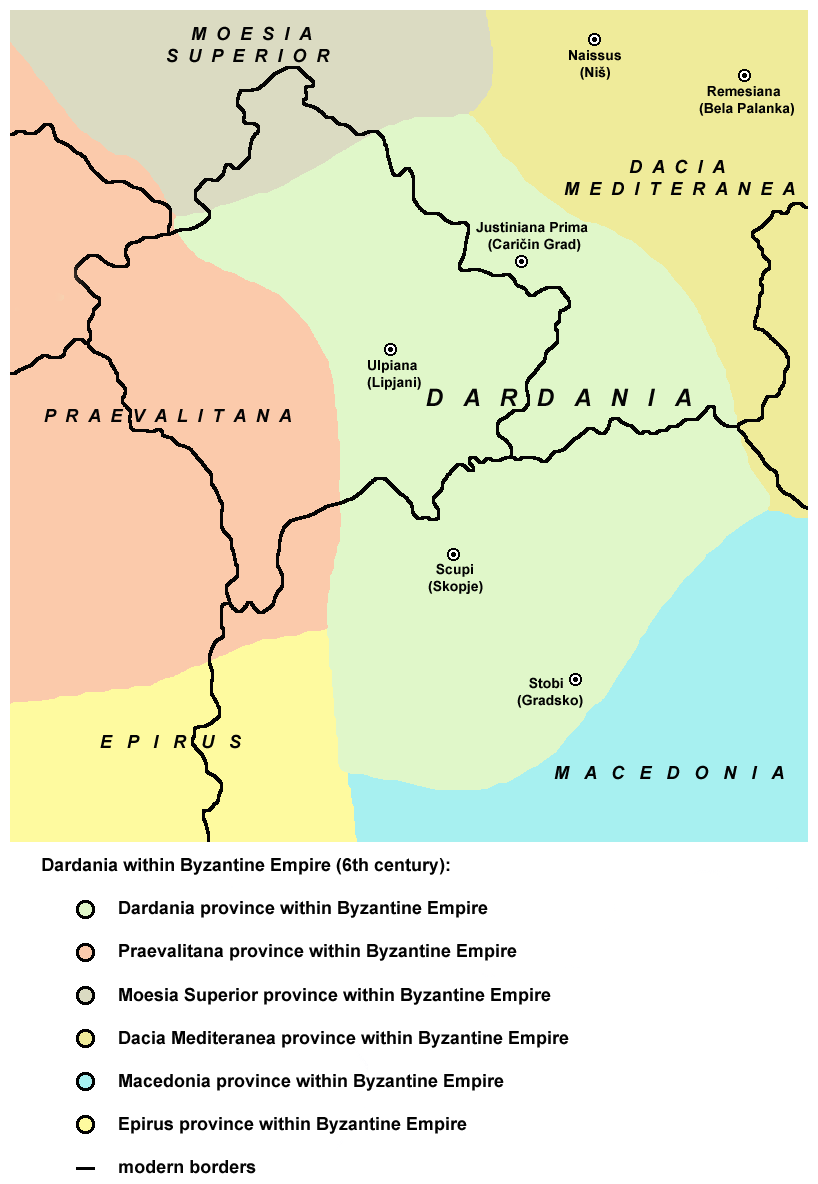

## Koningen
- Bardylis I (393 – 358 v.Chr.)
- Cleitus (358 – 335 v.Chr.)
- Bardylis II (335 – 290 v.Chr.)
- Monunius I (290 – 268 v.Chr.)
- Mytilos (268 – 230 v.Chr.)
- Longarus (230 – 206 v.Chr.)
- Bato (206 – 176 v.Chr.)
- Monunius II (176 – 167 v.Chr.)